# Decaryella madagascariensis
Decaryella es un género monotípico de plantas herbáceas perteneciente a la familia de las poáceas. Su única especie: Decaryella madagascariensis A.Camus, es originaria de Madagascar. 